# Heavy on My Heart
Heavy on My Heart è un brano musicale della cantautrice statunitense Anastacia, pubblicato il 7 marzo 2005 come quarto ed ultimo singolo estratto dall'album Anastacia. Scritto da Anastacia e Billy Mann. 
I proventi sono stati interamente devoluti alla fondazione per la ricerca sul cancro The Anastacia Fund, istituita dall'artista dopo la sua guarigione.

## Descrizione

### Antefatti
Nel gennaio 2003, in vista del suo tour mondiale che avrebbe toccato Giappone, Europa, Australia, Nuova Zelanda e Americhe, decide di rivolgersi ad un chirurgo plastico per sottoporsi ad un intervento di riduzione del seno. Il disagio causato da due ernie discali nel collo veniva dolorosamente esacerbato dalle dimensioni del suo seno coppa DD.
Come parte dei test preoperatori di routine le viene fatta una mammografia. La diagnosi è di cancro maligno al seno sinistro, confermato da una biopsia. La carriera dell'artista riceve una brusca fermata.
A peggiorare la situazione, viene costretta ad affrontare il tumore nel modo più pubblico possibile. Appena due giorni dopo la diagnosi, la notizia trapela e fa il giro del mondo. Riceve una telefonata dal News of the World che le comunica la pubblicazione della notizia a prescindere dalle volontà dell'artista e le chiedono una dichiarazione in merito per accompagnare gli articoli. Queste le parole del comunicato:
Non riesce ad avvisare in tempo le persone a lei care che scoprono dai telegiornali le sue condizioni di salute. Anastacia ha sempre sostenuto di aver avuto tutte le intenzioni di rendere pubblica la malattia, ma solamente quando l'avesse ritenuto necessario per contribuire ad aumentare la consapevolezza nelle donne. Porta a termine alcuni impegni lavorativi che fanno ritardare l'operazione, nei controlli successivi i dottori scoprono che il cancro è avanzato di stadio e si espande velocemente.
Il 10 febbraio viene operata d'urgenza di lumpectomia, operazione durata sette ore a causa di alcune complicanze riscontrate nell'asportazione delle cellule tumorali.
Dopo due giorni di ricovero, continua la riabilitazione da casa e viene sottoposta a radioterapia per sei settimane.
Nei giorni di convalescenza meno dolorosi, tenta di dedicarsi alla stesura del nuovo album ma il processo termina dopo poco:
Raccoglie la sua sofferenza e scrive due brani in memoria della malattia: Heavy On My Heart e Where Do I Belong.

### Composizione
Scritta nella tonalità di Do#m con un tempo di 70 battiti al minuto accentuati dall'uso di cadenze e progressioni armoniche, Heavy On My Heart è una ballata pop con forti influenze rock.
Caratterizzata da un arrangiamento costruito su un malinconico riff di chitarra acustica, la composizione del brano si basa sull'uso di un insieme di strumenti ad arco. I frammenti ritmici sono fortemente supportati dall'ausilio di un pianoforte. La melodia si basa sul giro di accordi Sol#7–Do#m–SiM–Do#m.
La voce di Anastacia risuona solenne e si abbandona mesta all'atmosfera struggente.
L'artista ne realizza anche una versione in lingua francese intitolata Trop Lourd Dans Mon Coeur (Troppo pesante sul mio cuore).

### Temi trattati
Il testo riflette i sentimenti della cantante durante la diagnosi e la riabilitazione dalla malattia. Parole sincere che descrivono una donna spaesata, catapultata in una realtà che mai avrebbe pensato di vivere. L'artista descrive il suo tormento e si appella alla potenza dell'amore per aiutarla a trovare la forza di uscire dal buio sprofondo emotivo in cui versa.
(Heavy on My Heart)
Nel testo sono presenti alcune figure retoriche. Paragona l'impossibilità di nascondere l'inevitabile velo di sofferenza nei suoi occhi ad un oceano incapace di celarsi al manifestarsi del tramonto.
Se potesse dipingere un quadro della melodia di questo racconto, sarebbe un violino privo di corde, come priva di suono era la voce dell'artista in quei momenti. Una riflessione meta-artistica di impotenza comunicativa e di un’anima che non riesce a trovare la propria voce. Nella sua mente canta canzoni che si è lasciata alle spalle, credendo che la sua carriera non potesse avere un proseguimento.
Il concetto di "pesantezza sul cuore" è la metafora dominante del brano. Il cuore, inteso come sede delle emozioni, è sovraccarico di dolore e solitudine. L'espressione “I can’t make it alone” enfatizza un bisogno disperato di connessione e sostegno: l’io lirico non riesce più a sostenere da solo il peso delle sue emozioni.
La ripetizione del ritornello “Heavy on my heart” ha una funzione catartica e sottolinea il carattere ciclico del dolore: non ha una fine, ritorna, grava, immobilizza. Il brano articola il peso emotivo del dolore interiore, traducendolo in immagini poetiche che restituiscono un senso tangibile di smarrimento e impotenza. Nel suo incedere lento e meditativo, la canzone descrive il tentativo, al tempo stesso disperato e lucido, di trovare conforto in mezzo alla sofferenza.
(Heavy on My Heart)

## Accoglienza
Il singolo viene pubblicato il 7 marzo 2005 e riceve recensioni positive da pubblico e critica. L'editore di AllMusic Matthew Chisling elogia il brano con queste parole: "Scintillante ballata lavata nel dolore, nell'amore e in suoni roboanti che si scontrano come uno tsunami in quelli che possono essere descritti solo come quattro magici minuti".
Il Manchester Evening News ne parla in questi termini: "Questa splendida ballata mostra Anastacia nel suo lato più personale e autentico. Appassionata e sincera, la sua voce si libra sopra testi emotivi e onesti, ed è un contrasto con i suoi primi successi".
I redattori del sito Virgin Media hanno così commentato l'uscita della canzone: "Bene, a giudicare da questa ballata piuttosto triste, Anastacia è ancora una diva con polmoni forti e talento musicale impressionante". Dan Gennoe di Yahoo! Music definisce Heavy On My Heart una "ballata potente".
Rock United considera il singolo come una delle creazioni più forti dell'album, insieme alla hit Left Outside Alone.

## Video musicale
Diretto da Philipp Stolzl e girato in Romania, a Buftea, tra il 26 e il 29 novembre 2004, il video di Heavy On My Heart è ispirato alla fiaba Il soldatino di stagno di Hans Christian Andersen.
Le riprese si sono svolte nelle ore notturne nonostante le rigide temperature climatiche di 3°C.
Al minuto 0:58 appare una ragazza portoghese di nome Vanessa Silva, vincitrice del concorso Anastacia Idol, realizzato durante il Live at Last Tour.
Terminate le riprese, Dan Popi, rappresentante della Sony BMG, dichiarò:

### Sinossi
I primi fotogrammi del videoclip catturano un negozio chiamato "H. C. Anderson", citazione quasi identica di Hans Christian Andersen, l'autore della fiaba. Anastacia interpreta sia sé stessa, in abiti neri che le nascondono tutto tranne testa e mani, sia il ruolo di un manichino con un abito da sposa e una parrucca rossa, che si innamora di un manichino maschile, anch'esso esposto nella vetrina del negozio. 
La sensazione di solitudine presente nel testo del brano è resa dalla misera stanza in cui si trova l'artista nelle vesti di narratrice onnisciente: semibuia, dalle pareti verdastre e arredata unicamente con sedie, a sottolineare una condizione di isolamento.. 
Al calar della notte, i manichini prendono vita e dopo aver spaccato la vetrina corrono per le strade sotto la neve che cade per poi scambiarsi effusioni nell'atrio di un palazzo. Durante il loro picco di felicità, che simboleggia l'apice del successo dell'artista, il negozio fallisce esattamente come la carriera di Anastacia si arresta, improvvisamente.
Il proprietario vuole sbarazzarsi dei manichini portandoli in una fonderia. Anastacia sembra piangere il destino dei due amanti. Arrivata al terzo giro di inciso, scaraventa le sedie a terra con rabbia, alludendo alla tempra con cui ha ripreso in mano la sua vita , ma anche con disperazione poiché i manichini finiscono per essere sciolti dalle fiamme; i loro resti assumono la forma di un cuore. Nella sequenza conclusiva si rivedono per qualche attimo le immagini degli amanti nell'atrio dell'edificio, che da ultimo si dissolvono.

## Tracce
UK CD single
1. Heavy on My Heart – 4:27
2. Underground Army – 4:15
3. Trop Lourd dans Mon Coeur – 4:27
4. Special Thanks (Spoken Word) – 1:30

European CD single
1. Heavy on My Heart – 4:27
2. Underground Army – 4:15

European CD maxi single and Australian CD single
1. Heavy on My Heart – 4:27
2. Underground Army – 4:15
3. Trop Lourd dans Mon Coeur – 4:27
4. Special Thanks (Spoken Word) – 1:30
5. Heavy on My Heart (Video) – 4:27

## Crediti e musicisti
I crediti sono estrapolati dal booklet di Anastacia.
Studi
- Registrata ai Record Plant (Los Angeles, California), Record One (Los Angeles, California) e ai Larrabee East (North Hollywood, California)
- Missata agli Image Studios (Los Angeles, California)

Musicisti
- Anastacia – testo, voce, cori
- Billy Mann – testo, registrazione, cori, produzione (voci)
- Glen Ballard – produzione, tastiere
- Michael Landau – chitarra
- Tim Pierce – chitarra
- Lance Morrison – basso
- Randy Kerber – tastiere
- Matt Laug – batteria
- Chris Lord-Alge – mix engineer
- Keith Armstrong – assistente mix engineer
- Mike Fennel – registrazione (voci)
- Anthony Kilhoffer – primo assistente di registrazione
- Jd Andrews – secondo assistente di registrazione
- Tom Sweeney – terzo assistente di registrazione
- Jeff Burns – quarto assistente di registrazione

## Classifiche
| Paese (2005)      | Posizione più alta |
| ----------------- | ------------------ |
| Australia         | 55                 |
| Austria           | 29                 |
| Belgio (Fiandre)  | 2                  |
| Belgio (Vallonia) | 5                  |
| Paesi Bassi       | 16                 |
| Europa            | 40                 |
| Germania          | 29                 |
| Ungheria          | 7                  |
| Irlanda           | 32                 |
| Italia            | 12                 |
| Portogallo        | 7                  |
| Spagna            | 8                  |
| Svizzera          | 35                 |
| Regno Unito       | 21                 |